# Dactylopsila tatei
Dactylopsila tatei är en pungdjursart som beskrevs av Eleanor M.O. Laurie 1952. Dactylopsila tatei ingår i släktet strimmiga falangrar och familjen flygpungekorrar. IUCN kategoriserar arten globalt som starkt hotad. Inga underarter finns listade.
Artpitetet i det vetenskapliga namnet hedrar den amerikanska zoologen George Henry Hamilton Tate.
Pungdjuret är endemiskt för ön Fergusson norr om sydöstra Nya Guinea. Arten vistas där i kulliga områden och bergstrakter som är upp till 1000 meter höga. Habitatet utgörs främst av tropisk regnskog.